# Диагональная турбина
Диагона́льная турби́на (англ. diagonal flow turbine, Deriaz turbine) — реактивная турбина, используемая на средних и высоких напорах. Является разновидностью поворотно-лопастной гидротурбины.

## Основные сведения
Диагональная турбина представляет собой поворотно-лопастную турбину, лопасти которой расположены под острым (45-60°) углом к оси вращения турбины. Такое расположение лопастей позволяет увеличить их количество (до 10-12 штук) и применять турбину на более высоких напорах.
Патент на диагональную турбину был получен американским инженером Д. А. Бигсом в 1932 году, большой вклад в разработку и внедрение турбин данного типа был внесён английским инженером Т. Дериасом (Дериацем) и советским учёным В. С. Квятковским.
Диагональные турбины применяются на напорах от 30 до 200 метров, конкурируя на низких напорах с классическими поворотно-лопастными турбинами, а на высоких — с радиально-осевыми турбинами. По сравнению с последними, диагональные турбины имеют несколько более высокий КПД, но конструктивно более сложны и более подвержены износу. Наиболее эффективно применение диагональных турбин на ГЭС, режим работы которых характеризуется большими колебаниями напора и мощности. Также диагональные турбины с зафиксированными лопастями (являющиеся вариантом пропеллерных турбин) используются при сооружении малых ГЭС.

## Применения

### ГЭС России с диагональными турбинами
- Зейская ГЭС. Расположена на р. Зея, первый гидроагрегат пущен в 1975 году. Мощность ГЭС — 1330 МВт, в здании ГЭС установлено 6 диагональных гидроагрегатов, работающих на расчётном напоре 78,5 м.
- Колымская ГЭС. Расположена на р. Колыма, первый гидроагрегат пущен в 1982 году. Мощность ГЭС — 900 МВт, в здании ГЭС установлено 5 гидроагрегатов, из которых один радиально-осевой и 4 диагональных, работающих на расчётном напоре 108 м.

Планировалась установка диагональных турбин на проектируемой Гилюйской ГЭС.

### ГЭС Казахстана с диагональными турбинами
- Бухтарминская ГЭС. Расположена на р. Иртыш, первый гидроагрегат пущен в 1960 году. Мощность ГЭС — 750 МВт, в здании ГЭС изначально было установлено 9 гидроагрегатов, из которых восемь радиально-осевых и 1 диагональный, работающих на расчётном напоре 61 м. В настоящее время, диагональная турбина демонтирована и заменена радиально-осевой.

### ГЭС Узбекистана с диагональными турбинами
- Андижанская ГЭС. Расположена на р. Карадарья, первый гидроагрегат пущен в 1981 году. Мощность ГЭС — 140 МВт, в здании ГЭС установлено 4 диагональных гидроагрегата, работающих на расчётном напоре 83 м.